# São Domingos do Prata
São Domingos do Prata là một đô thị thuộc bang Minas Gerais, Brasil. Đô thị này có diện tích 746,917 km², dân số năm 2007 là 17349 người, mật độ 23,23 người/km².